# 奧蘭治中學 (俄亥俄州)
奥兰治中學（英文：Orange High School）是一間位於美國俄亥俄州佩珀派克的公立中學。奥兰治中學主要為以往組成桔乡的一些地區服務。這些地區分別為狩獵谷、莫蘭山、佩珀派克、奥兰治和伍德米爾。奥兰治中學是奥兰治市学区的其中一間高中書院，而学区的其餘兩間中學就是巴拉德布雷迪中学和莫蘭山学校。現任校長為保羅·盧卡斯博士。

## 历史
於1924年，桔乡公立学校正式與奥兰治學校合併成奥兰治中學。同年，福尔曼家庭捐出一塊面積為10英畝（40,000平方）的土地給學校，使奥兰治中學的總面積擴大至172-英畝（0.70-平方）。而首幢学校建筑物亦正式完工。之後，校方多次擴建學校，以配合附近城市的人口上升。於1954年，佩珀派克小学落成，並於1956年進行擴建。而莫蘭山小学則於1958年落成，並於空置的大樓開設6至12年級課程。巴拉德布雷迪中学於1963年落成，並開設6至8級課程。這些學校的開張抒緩了人們對奥兰治中學學位的需求，亦令奥兰治中學暫停擴張。於1973年，奥兰治中學對主樓進行最後一次整修，主樓便成了現代這個模樣。
於1984年，因學生人口的減少，佩珀派克小学被改建成奥兰治社区教育及娱乐中心。於1988年，佩珀派克小学又重新開張，並僅僅開設3至4年級課程。於2000年，奥兰治中學開始發行其校刊「展望奥兰治」。雖然這個校刊計劃早已於1970年代提出，並準備發行，但最後卻不了了之。至今，該校刊仍然每隔兩個月發行，其內容包括学校新闻、娱乐以及学生成就。
於2001年，佩珀派克小学和莫蘭山小学关闭了，而所有學生均轉移到一間更大的學校，新莫蘭山小学中上課。新莫蘭山小学提供由幼儿园到五年級的課程。佩珀派克小学被改建成佩珀派克学习中心，而舊莫蘭山小学則被改建成一個保养、运输、接收、电脑维修和保管中心。
於2009年11月17日，奥兰治中學的教師罗伯特·柯尼因感染甲型H1N1流感並引發并发症而死。柯尼的葬禮有超過1,000人出席。

## 學會和活动
学校的拉丁學會是俄亥俄州青少年古典联盟（OJCL）和全国青少年古典联盟（NJCL）的分會。

## 成就
奥兰治中學在俄亥俄高中锦标赛男子田径比賽中多次奪冠。奥兰治中學的艺术和文学杂志《想象》於2007年赢得由未来问题解决计划国际發起的国家和国际杂志設計比賽中的第一名。而學校的校刊「展望奥兰治」亦赢得由学术出版社协会举办的中學校刊設計比赛的第一名。

## 著名校友
- 乔治·斯特凡诺普洛斯，美国广播公司節目这個星期主持人、高级政治顾问、新闻发言人和第42任美國總統比尔·克林顿的通讯主管。
- 凡妮莎·拜爾，週六夜現場剧组成员。
- JD萨姆森，音乐家、樂隊勒蒂格雷成員。
- 弗兰克·卡瓦纳，音乐家、樂隊过滤器成員。
- 马克·罗斯沃特，萬智牌首席设计师。[11]